# Isabella di Beirut
Isabella di Ibelin (1252 – 1282) è stata signora di Beirut e, per matrimonio, regina consorte di Cipro.

## Biografia

### Infanzia
Nacque nel 1252 da Giovanni II di Beirut e da Alice de la Roche. Come pronipote del potente nobile crociato Giovanni di Ibelin, faceva parte dell'influente famiglia Ibelin.

### Signora di Beirut

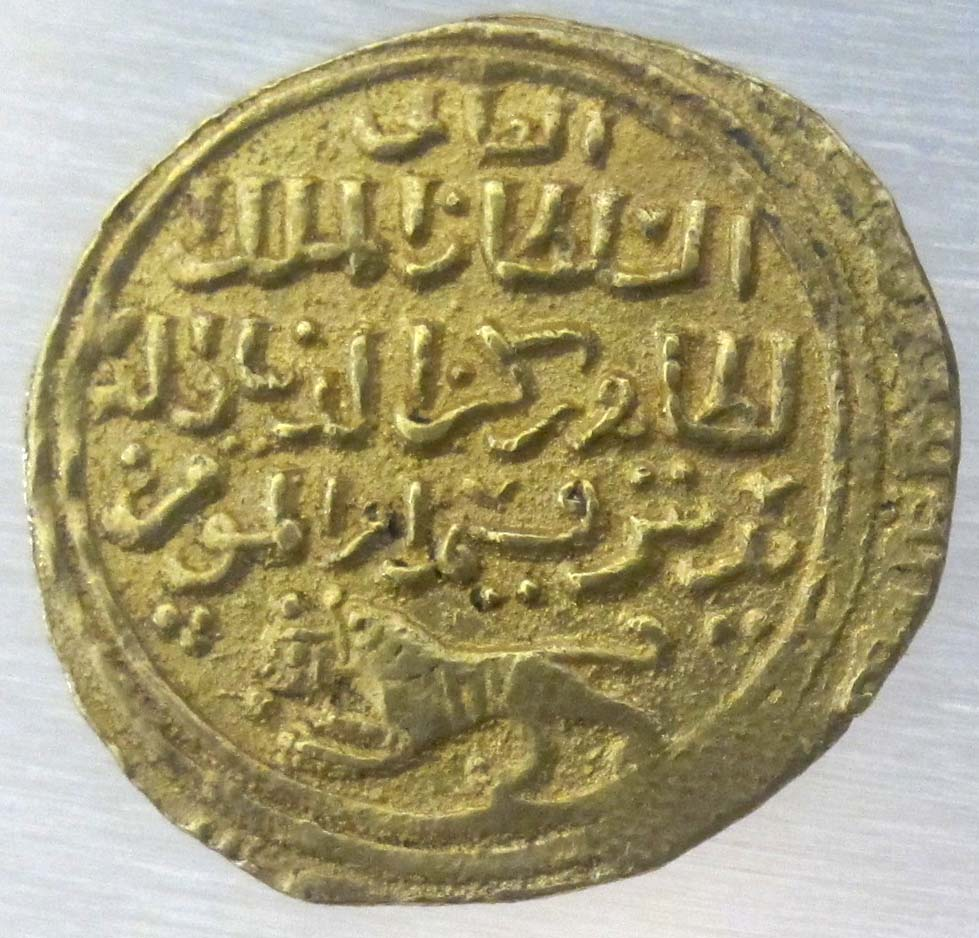
Dīnār aureo coniato durante il sultanato di Baybars.

Alla morte di suo padre, ereditò il palazzo della famiglia a Beirut e il titolo di Signora di Beirut. Beirut faceva parte del regno di Gerusalemme, ma aveva un trattato indipendente dal 1261 con Baybars, leader dei musulmani mamelucchi.

### Primo matrimonio

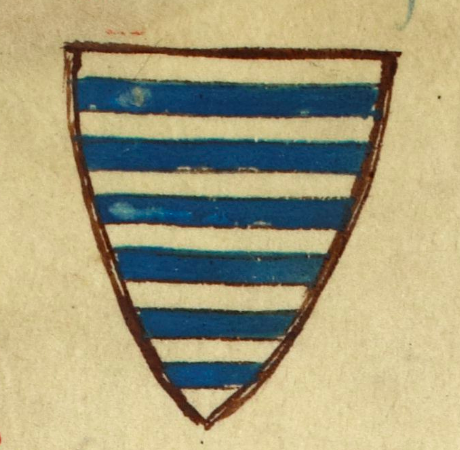
Lo stemma dei Lusignano nellHistoria anglorum

Nel 1264, la giovane Isabella sposò il giovane Ugo II, re di Cipro (1252-1267), ma morì pochi anni dopo che il matrimonio venne celebrato.
Quindi governò in modo indipendente, ed ebbe rapporti amichevoli con i Mamelucchi, negoziando una nuova tregua di 10 anni con Baibars il 9 maggio 1269.

### Relazione con Giuliano de Grenier e secondo matrimonio
Ebbe una relazione con l'impetuoso Giuliano de Grenier (morto nel 1275), e la sua "famigerata mancanza di castità" forse ha spinto la lettera apostolica Audi filia et di Papa Clemente IV, esortandola a sposarsi. Nel 1272, all'età di vent'anni, sposò Haymo Létrange (lo straniero), un ricco signore delle Marche gallesi che potrebbe essere stato un compagno del principe Edoardo.

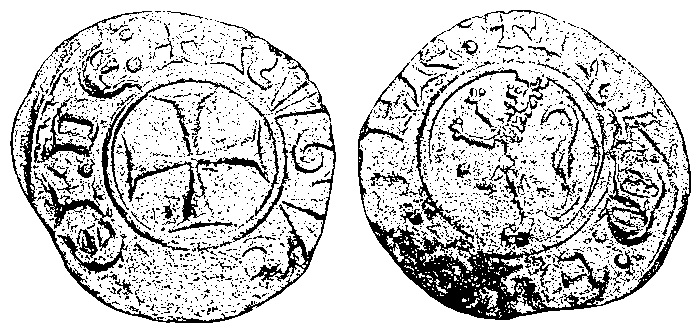
Denaro di Ugo III di Cipro che, al rovescio, presenta un leone. L'iscrizione afferma: HUGUE REI DE IRLM E D CHPR (Ugo, re di Gerusalemme e Cipro)

Il matrimonio fu breve, poiché Haymo morì nel 1273. Mentre era sul letto di morte, mise Isabelle e Beirut sotto l'insolita protezione di Baybars, il sultano musulmano.
Il re Ugo III di Cipro voleva usare lo status di Isabella di ricca erede per scegliere un nuovo marito per lei, per attirare un altro illustre cavaliere nella lotta in Terra Santa. Ugo portò forzatamente Isabella a Cipro per organizzare un nuovo matrimonio, lasciando sua madre Alice de la Roche come reggente di Beirut.

### Ultimi anni
Isabella resistette e ricevette il sostegno sia di Baybars sia dei Cavalieri Templari. La questione fu portata all'Alta Corte di Gerusalemme e divenne una disputa politica durante le Crociate su chi il potere sulla Signora di Beirut, il Re dei Crociati o il sultano musulmano.
L'Alta Corte si pronunciò a favore di Baybars e le guardie mamelucchi furono assegnate a protezione di Isabella. Dopo la morte di Baybars nel 1277, Isabella si sposò ancora due volte, con Nicolas l'Alleman, signore di Cesarea, e poi con Guglielmo Barlais (morto nel 1304).

### Morte
Isabella non ebbe mai figli, e alla sua morte nel 1282 all'età di 30 anni, la signoria di Beirut passò a sua sorella minore Eschiva di Ibelin (1253–1312).